# Rue Troyon
Rue Troyon är en gata i Quartier des Ternes i Paris sjuttonde arrondissement. Gatan är uppkallad efter den franske målaren Constant Troyon (1810–1865). Rue Troyon börjar vid Avenue de Wagram 9 och slutar vid Avenue Mac-Mahon 12 bis.

## Omgivningar
- Saint-Ferdinand-des-Ternes
- Triumfbågen
- Rue de l'Étoile
- Comédie-Wagram
- Place des Ternes
- Avenue de Wagram
- Rue de Montenotte
- Rue Brey

## Bilder
| - Rue Troyon 1. - Gatuskylt. - Saint-Ferdinand-des-Ternes. - Triumfbågen. |

## Kommunikationer
- Tunnelbana – linje  – Charles de Gaulle – Étoile
- Busshållplats Charles de Gaulle – Étoile – Mac-Mahon – Paris bussnät

### Webbkällor
- ”Rue Troyon”. Mairie de Paris. https://web.archive.org/web/20160303184726/http://www.v2asp.paris.fr/commun/v2asp/v2/nomenclature_voies/Voieactu/9470.nom.htm. Läst 21 november 2023.
- ”Rue Troyon (17ème arrondissement)”. Les rues de Paris. https://web.archive.org/web/20160409115404/http://www.parisrues.com/rues17/paris-17-rue-troyon.html. Läst 21 november 2023.